# Райдужний масив
Райдужний масив, масив Сєрова-Райдужний — житловий масив у Дніпровському районі міста Києва. Розташований між проспектами Алішера Навої і Романа Шухевича вздовж вулиць Райдужної та Сірожупанників, узбережжям озера Райдужного. Збудований на місці частини знесеної Воскресенської слобідки і новонамитої території у 1-й половині 1980-х років. Архітектори А. Дубинська і С. Теслер , М. Кантор.

## Історія
Сучасний Райдужний масив повністю займає територію колишньої Воскресенської слобідки, назву якої взяв Воскресенський масив. У 1977–1985 роках стара забудова Воскресенської слобідки була остаточно знесена і на її місці побудовано сучасні 9 і 16-поверхові житлові будинки. Райдужний масив можна розділити на три мікрорайони, два з яких безпосередньо межують з Воскресенкою, а третій стоїть окремо, на північному березі Райдужного озера.

Краєвид масиву зі зупинного пункту Воскресенка